# 영국 성공회 39개조 신조
영국 성공회 39개 신앙 조항(英國聖公會 三十九個 信仰 條項,영어: Thirty-nine Articles of Religion, Thirty-nine Articles, XXXIX Articles)은 잉글랜드 성공회의 신학적 선언을 담은 기독교 문서로서 1556년 발표되었다.

## 배경
16세기 잉글랜드 왕국에서는 종교 개혁 이후 개신교와 로마 가톨릭교회 간의 종교분쟁으로 진통을 겪었기 때문에, 엘리자베스 1세 시대에는 종교통일령과 함께 개신교와 로마 가톨릭 간의 중용(Via Media)을 지키는 균형잡힌 종교정책을 시행했다. 그 중 하나가 캔터베리 대주교 매슈 파커가 작성한 영국 성공회 39개 신앙 조항이다.
19세기까지는 성직자와 옥스퍼드 대학교와 케임브리지 대학교 교수와 학생에게만 동의 서명을 요구했을 뿐, 그외에는 이에 대한 강제적인 서명 요구는 없었다. 1865년부터는 영국 성공회 성직자들도 성공회 기도서와 39개 신앙 조항에서 표현한 영국 성공회의 교리가 성서에 부합한다는 것에 동의하면 되었으며, 이전과 같은 동의 서명은 요구되지 않는다.
한편 미국 성공회의 경우 잉글랜드 성공회로부터 독립되는 과정에서 잉글랜드적인 상황에 기초한 항목들, 즉 제21조와 제36조, 제37조에 대해서는 변경 작업을 해서 1801년에 승인하여 받아들였다.

## 같이 보기
- 성공회

## 참고 문헌
- "성공회 39개조 신앙 조항" 해설 및 번역 / 주낙현 신부 (대한성공회)